# 코즈웨이베이역
코즈웨이베이역 (Causeway Bay) 또는 퉁로완역 (중국어 정체자: 銅鑼灣, 광둥어 예일: Tùnglòwāan)은 홍콩섬 완자이구 둥곡에 위치한 홍콩 지하철 공도선의 역이다. 완자이역과 틴하우역 사이에 위치해 있다.
원래 이 역은 예로부터 '둥곡' (東角, 이스트포인트)라 불리던 지역에 자리잡은 역이었으나, 지금은 역명이 더 유명해져 주변 역세권 지역을 '코즈웨이베이'라고 부르게 되었다.

## 역사
영국령 홍콩 시절이던 1967년, 홍콩 정부가 프리만 폭스와 윌버 스미스 협회 측에 대중교통 계획안을 의뢰하면서 홍콩 지하철 체계가 처음으로 구상되었다. 이 계획안에는 지금의 공도선 건설 계획도 담겼는데 케네디타운에서 차이완까지 잇는 노선으로 계획되었다. 이후 대중교통 임시당국이 설립되면서 세부계획이 세워졌고, 공도선은 성완역~케네디타운역 구간 공사가 취소되는 등 약간의 계획수정과 함께 추진되었다.
이후 홍콩 정부는 9500만 홍콩 달러의 예산을 편성해 1980년 12월 23일 공도선 기공식을 열었으며, 1982년 10월에는 본격적인 공사에 들어갔다. 1984년에는 항철공사가 3억 8000만 홍콩달러를 계약금으로 다이세이건설 측에 코즈웨이베이역 건설부지를 매각하였으며, 지금은 일본계 백화점인 소고 홍콩이 들어서 있다. 이후 코즈웨이베이역은 1985년 5월 31일 감중역-차이완역 1차 구간 전면개통과 함께 영업에 나서게 되었다.
코즈웨이베이역은 공도선의 완자이역과 틴하우역 사이에 위치해 있으며, 피크시간대에는 양방향으로 시간당 평균 17차량이 편성되며, 배차시간은 3~6분이다. 개통 초창기에는 기관사 인력 부족으로 감중역과 다이구역 구간 특별운행을 실시하기도 하였다. 이는 성완역 연장구간 개통 이후 다섯달을 맞이하는 1986년 10월 1일부로 중단되었다.

## 역 구조
코즈웨이베이역의 승강장은 복층 구조이며, 1번 승강장 위에 2번 승강장이 얹혀 있는 구조다.
| G         | 지상층                       | 출구                                |
| -         | 서쪽 대합실                  | 자판기, ATM                         |
| L1        | 동쪽 대합실                  | 고객센터, MTR샵                     |
| L1        | 동쪽 대합실                  | 항셍은행, 자판기, ATM               |
| L1        | 동쪽 대합실                  | 옥토퍼스 카드 발급기, 관광 안내센터 |
| L1        | 서쪽 대합실                  | 고객센터                            |
| L1        | 서쪽 대합실                  | ATM, i센터 인터넷 서비스            |
| L2 승강장 | 상대식 승강장, 왼쪽문 열림   | 상대식 승강장, 왼쪽문 열림          |
| L2 승강장 | 승강장 1                     | → 공도선 차이완 방면 (틴하우) →     |
| L3        | 남쪽 대합실                  | 고객센터                            |
| L3        | 남쪽 대합실                  | 자판기, ATM, 옥토퍼스 카드 발급기   |
| L5 승강장 | 상대식 승강장, 오른쪽문 열림 | 상대식 승강장, 오른쪽문 열림        |
| L5 승강장 | 승강장 2                     | ← 공도선 케네디타운 방면 (완차이)   |

## 출구
코즈웨이베이는 홍콩의 대표적인 쇼핑거리로, 관광객과 쇼핑객으로 하루종일 역이 붐빈다. 코즈웨이베이역의 각 출구는 주변 일대의 소고나 타임스 스퀘어 같은 여러 백화점과 쇼핑센터로 연결된다. A출구에서부터 시작되는 보행자 전용경사로를 길게 따라가다 보면 찾아갈 수 있다.
코즈웨이베이역의 대합실은 다른 지하철역과는 달리 세 개나 있다. 특히 대합실 두 곳은 한번 개찰구를 통과하고 역내 지하로 들어가면 찾아갈 수 없다. 1985년 5월 31일 역 개업 당시 서쪽과 동쪽 대합실이 설치되었고, 이후 1994년 타임스 스퀘어의 개장과 함께 A출구쪽 남쪽 대합실이 추가로 조성되었다.

### 남쪽 대합실
타임스 스퀘어 지하층에 해당된다.
- A출구: 타임스 스퀘어[8]

### 서쪽 대합실
코즈웨이베이 플라자 지하층에 해당된다.
- B출구: 코즈웨이베이 플라자
- C출구: 시노 플라자[8]

### 동쪽 대합실
소고 백화점 지하층에 해당된다.
- D1/D2/D3/D4: 소고 백화점
- E: 빅토리아 파크
- F1: 자딘스 크레센트 (Jardine's Crescent)

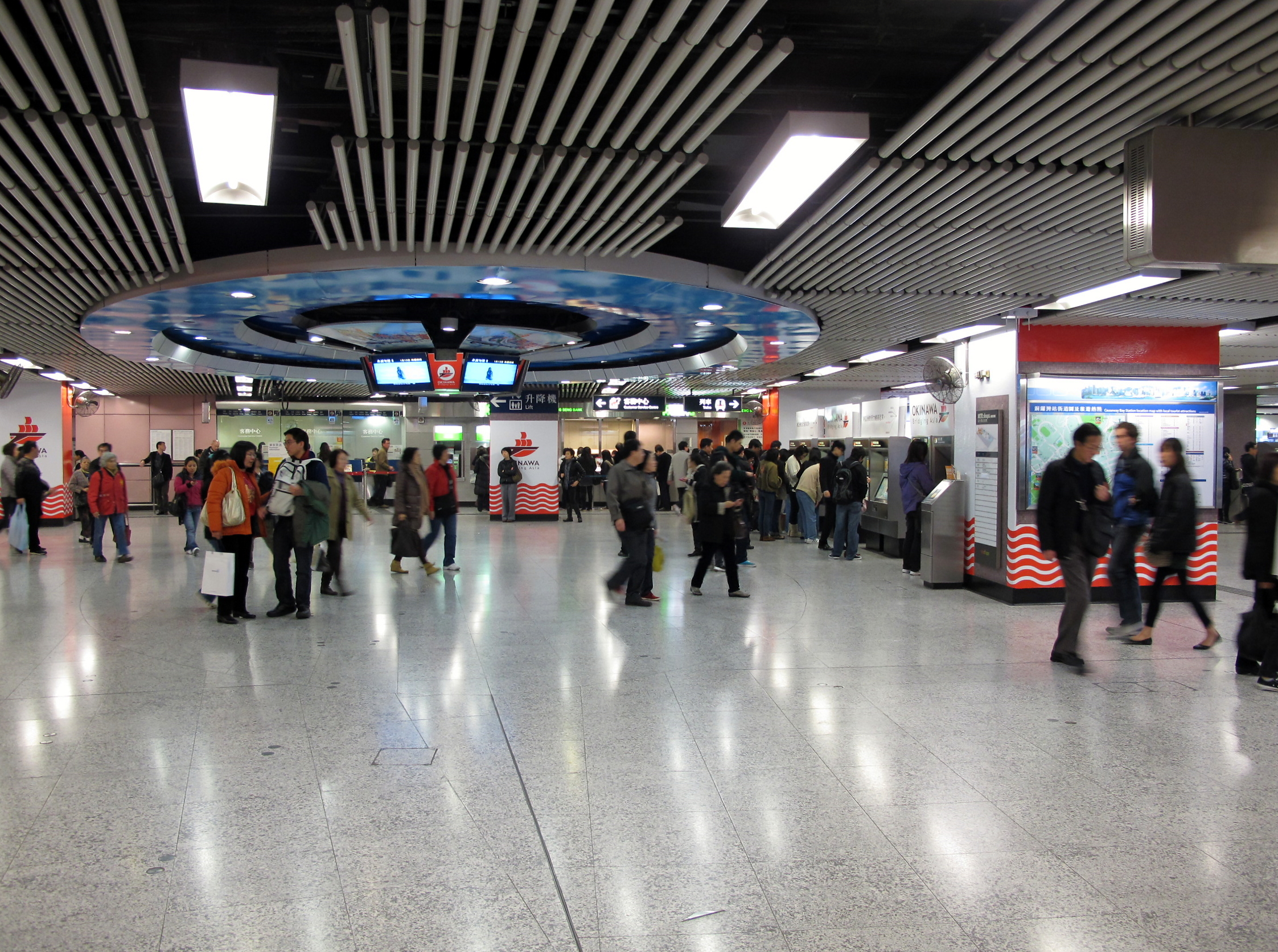
코즈웨이베이역 동쪽 대합실

- F2: 하이산 플레이스[8]

## 대중교통 환승

### 버스
코즈웨이베이역으로는 여러 버스 노선이 운행되며 행선지로는 애버딘, 브래머힐, 해피밸리, 자딘스 룩아웃, 케네디타운, 라이닥췬, 레이퉁췬, 파크로드, 웡죽항, 남청역, 사우스허라이즌, 빅토리아 피크, 칭이, 와푸 등이 있다.

### 트램
코즈웨이베이와 해피밸리를 잇는 트램노선이 코즈웨이베이역 인근을 지난다. 가장 가까운 트램 정거장은 퍼시벌가, 패터슨가 등이다.

### 참고
1. ↑  공도선 건설계획 2공구는 성완역~감중역 구간, 감중역~박곡역 구간이었으며 8공구로 박곡역~차이완역이 설정되었다.[2] 성완역과 케네디타운역 사이 구간은 계획상으로는 포함되었으나 시공에 들어가지는 않게 되었다.[2]